# Cal Batlle (Sallent)
Cal Batlle és una masia del terme de Sallent, al municipi de Pinell de Solsonès.
Amb la façana principal orientada cap als 50 minuts, està situada a 498,5 metres d'altitud, a la part més alçarosa del nucli de Sallent i a la banda de ponent de la plaça que la rectoria de Sallent tanca pel costat nord.
La llinda de la portalada principal porta gravada la data de 1722 i la d'una edificació adossada a la banda esquerra de la façana principal, la de 1764.
En procés de restauració, actualment presenta el teulat en bon estat però en una ortofoto de l'ICC realitzada a l'abril de 1987, la masia hi apareix amb el teulat completament absent.